# Accademia Bizantina
L'Accademia Bizantina est un ensemble spécialisé dans l'interprétation du répertoire musical des XVIIe et XVIIIe siècles sur instruments d’époque, comprenant également le répertoire de Monteverdi et de certains compositeurs de la fin de la Renaissance.

## Histoire
Formé à Ravenne en 1984 « avec l'intention programmatique de faire de la musique comme un grand quatuor », le groupe utilise des instruments originaux de l'époque et suit la philosophie de l'interprétation philologique de la musique interprétée.
En 1989, à l'occasion de l'enregistrement de l'Opera Omnia de Corelli (dirigé par Carlo Chiarappa, chef d'orchestre et violon solo à l'époque), Ottavio Dantone rejoint définitivement l'ensemble en tant que claveciniste. En 1996, Dantone est nommé directeur musical et artistique de l'Accademia Bizantina ; à partir de ce moment, l'orchestre se concentre entièrement sur le répertoire baroque.
En 1999, l'Accademia Bizantina et le chef d'orchestre Ottavio Dantone ont présenté l'opéra Giulio Sabino de Giuseppe Sarti pour la première fois les temps contemporains au Théâtre Alighieri de Ravenne. Depuis, l'Accademia Bizantina s'est spécialisée dans l'interprétation d'opéras et d'oratorios baroques, proposant, outre les titres les plus importants de ce répertoire, la redécouverte d'œuvres jamais jouées dans l'ère moderne.
En 2011, le violoniste et altiste Alessandro Tampieri devient violon solo de l'Accademia Bizantina.
En 2013, l'Accademia Bizantina a transféré son centre opérationnel dans la ville de Bagnacavallo, où l'orchestre a réalisé de nombreux enregistrements, concerts et événements, notamment, depuis 2016, le festival de musique ancienne Libera La Musica.
En 2024, l’orchestre fait paraître l'album Imprinting, dans un enregistrement comprenant la Symphonie italienne de Mendelssohn et la Symphonie rhénane de Schumann, point de départ d’un cycle d’enregistrements et de concerts explorant le répertoire musical du XIXe siècle en soulignant les liens entre les œuvres baroques. Le projet met en évidence les liens entre les œuvres baroques et la musique des siècles suivants, pour « explorer le langage de l'époque romantique en tenant compte, d'une part, des changements esthétiques et philosophiques de la première moitié du XIXe siècle et, d'autre part, de cette tradition de gestes et de comportements expressifs du siècle passé qui faisaient encore partie de la nouvelle sensibilité artistique ».
Depuis 2024, l'Accademia Bizantina est l'orchestre en résidence de l'Innsbrucker Festwochen der Alten Musik, où il poursuit son exploration du répertoire baroque et notamment la redécouverte d'œuvres inédites, jusque-là méconnues au public moderne.
Au fil des ans, l'Accademia Bizantina a été très bien accueillie par la critique pour la rigueur de ses interprétations, et sa participation constante aux principaux festivals européens témoigne de son importance et de sa renommée. Parmi les théâtres prestigieux et les festivals internationaux où l'Accademia Bizantina s'est produite, citons le Carnegie Hall et le Lincoln Center (New York), le Wigmore Hall et le Barbican Centre (Londres), le Théâtre des Champs-Élysées (Paris) et l'Opéra Royal (Versailles) ; Concertgebouw (Amsterdam), Bozar (Bruxelles), Pierre Boulez Saal/ Staatsoper (Berlin), Kölner Philharmonie, Elbphilharmonie Hamburg, ENCPA Pékin, Shanghai Concert Hall, Walt Disney Concert Hall (Los Angeles), Theater an der Wien (Vienne), Wiener Konzerthaus, CNDM Madrid, Auditorium Parco della Musica à Rome.
L'Accademia Bizantina compte une quarantaine de CD à son actif, réalisés avec des labels prestigieux tels que ARTS, Decca, Naïve et autres.

## Discographie
- 1991 – Franz Schubert, Konzertstück, Polonaise, Rondo, conducteur et violon Carlo Chiarappa (Europa Musica)
- 1995 – Ottorino Respighi, Antiche danze ed arie per liuto, III Suite, conducteur et violon Carlo Chiarappa (Denon)
- 2000 – Antonio Vivaldi, Il Cimento dell'Armonia e dell'Invenzione, (ARTS)
- 2000 – Giuseppe Sarti, Giulio Sabino (Bongiovanni)
- 2001 – Alessandro Scarlatti, Concerti grossi. Cello sonatas (ARTS)
- 2001 – Settecento Veneziano (ARTS)
- 2002 – Antonio Vivaldi, L'Estro Armonico (ARTS)
- 2003 – Henry Purcell, The Fairy Queen, avec New English Voices (ARTS)
- 2003 – Arcadia, avec Andreas Scholl (Decca)
- 2004 – Alessandro Scarlatti, Il Giardino di Rose (Decca)
- 2005 – Arcangelo Corelli, Violin Sonatas op. 5 (ARTS)
- 2005 – Seicento Italiano (ARTS)
- 2005 – Arias for Senesino, avec Andreas Scholl (Decca)
- 2006 – Antonio Vivaldi, In furore, Laudate pueri e concerti sacri, avec Sandrine Piau (Naïve)
- 2006 – Antonio Vivaldi, Tito Manlio (Naïve)
- 2007 – Georg Friedrich Händel, Il duello amoroso avec Andreas Scholl (Harmonia Mundi)
- 2008 – Johann Sebastian Bach, Harpsichord Concertos (Decca "L'Oiseau Lyre")
- 2008 – Antonio Vivaldi, Arie Ritrovate, avec Sonia Prina (Naïve)
- 2009 – Georg Friedrich Händel, Organ Concertos, op. 4 (Decca "L'Oiseau Lyre")
- 2009 – Georg Friedrich Händel, Between Heaven & Earth, avec Sandrine Piau, (Naïve)
- 2010 – Franz Joseph Haydn, Concertos for Harpsichord & Violin (Decca "L'Oiseau Lyre")
- 2010 – Henry Purcell, O solitude, avec Andreas Scholl (Decca)
- 2011 – Johann Sebastian Bach, Sinfonia (Decca)
- 2012 – Antonio Vivaldi, Con moto, avec Giuliano Carmignola (Archiv Produktion)
- 2013 – Johann Sebastian Bach, Concertos, avec Viktoria Mullova (Onyx Classics)
- 2014 – Antonio Vivaldi, L’Incoronazione di Dario (Naïve)
- 2015 – Franz Joseph Haydn, Symphonies 78, 79, 80, 81 (Decca)
- 2016 – Wolfgang Amadeus Mozart, Mozart 225: Serenades & Divertimenti (Decca)
- 2017 – Johann Sebastian Bach, The Art of Fugue (Decca)
- 2017 – Antonio Vivaldi, Agitata, avec Delphine Galou (Alpha Classics)
- 2018 – Antonio Vivaldi, Concerti per Archi III e Concerti per Viola d’Amore (Naïve)
- 2018 – Antonio Vivaldi, Il Giustino (Naïve)
- 2019 – Antonio Vivaldi, Musica sacra per alto, avec Delphine Galou (Naïve)
- 2019 – Antonio Vivaldi, Arie e cantate per contralto, avec Delphine Galou (Naïve)
- 2019 – Antonio Vivaldi, Concerti per violino VII “Per il castello” (Naïve)
- 2020 – Antonio Vivaldi, Il Tamerlano (Naïve)
- 2020 – Georg Friedrich Händel, Rinaldo (HDB Sonus)
- 2021 – Pietro Antonio Cesti, La Dori (CPO)
- 2022 – Claudio Monteverdi, Il ritorno di Ulisse in patria (Dynamic)
- 2022 – Georg Friedrich Händel, Serse (HDB Sonus)
- 2022 – Georg Friedrich Händel, Concerti Grossi Op. 6 (HDB Sonus)
- 2022 – Georg Friedrich Händel, Concerti Grossi Op. 3 (HDB Sonus)
- 2023 – Arcangelo Corelli, Concerti Grossi Op. 6 (HDB Sonus)
- 2024 – Invocazioni Mariane, avec Andreas Scholl (Naïve)
- 2024 – Imprinting: Mendelssohn & Schumann (HDB Sonus)
- 2024 – Francesco Geminiani, Concerti Grossi Op. 3 (HDB Sonus)